# کلودیوس گوتیکوس
مارکوس اورلیوس والریوس کلودیوس (به لاتین: Marcus Aurelius Valerius Claudius) (زادهٔ مه ۲۱۴ - درگذشتهٔ ۲۷۰) معروف به کلودیوس گوتیکوس و کلودیوسِ دوّم، امپراتور روم از ۲۶۸ تا ۲۷۰ بود. بزرگترین دستاورد او در دوران حکومتش شکست‌دادن گوتهای متجاوز در بالکان در سال ۲۶۹ میلادی بود که نتیجه‌ای سرنوشت‌ساز برای امپراتوری داشت و به همین علت به کلودیوس گوتیکوس معروف شد.

## زندگی

### سال‌های آغازین و رسیدن به قدرت
کلودیوس گوتیکوس با نام اصلی مارکوس اورلیوس والریوس کلودیوس در مه ۲۱۴ میلادی در داردانیا واقع در موئسیای علیا زاده شد. او یکی از افسران ارتش روم بین سال‌های ۲۶۰ تا ۲۶۸ و تحت فرمان امپراتور گالینوس بود. این زمان مصادف با دوره‌ای است که بیشتر امپراتوری روم بر اثر حملهٔ قبایل متجاوز ویران شده بود. پس از آن کلودیوس به فرماندهی پیاده‌نظام تازه شکل‌گرفتهٔ امپراتور منصوب شد و در ۲۶۸ همراه با سپاه او در محاصرهٔ مدیولانوم برای سرکوب یکی از فرماندهان شورشی شرکت جست. گالینوس در طی این محاصره به قتل رسید و کلودیوس با عنوان «کلودیوسِ دوّم» به عنوان امپراتور جدید روم جانشین او شد.

### دوران حکومت
کلودیوسِ دوّم پس از در دست گرفتن قدرت به سرعت اقدام به سرکوب شورش اورئولوس نمود و قبیلهٔ آلامانی که توسط شورشیان به خدمت گرفته شده بود را از ایتالیا بیرون راند. با این حال حکومت کوتاه‌مدت او تنها در مناطق مرکزی امپراتوری به رسمیت شناخته می‌شد. کلودیوسِ دوّم تلاش کرد تا بار دیگر استان‌های غربی را که تحت فرمان امپراتوران راین درآمده بودند به فرمانبرداری از حکومت روم درآورد اما نتیجه‌ای در برنداشت. علی‌رغم این شکست او موفق شد تا با نابود کردن نیروهای مهاجر گوت در نزدیکی نایسوس (نیش امروزی در صربستان) در موئسیا در ۲۶۹، موفقیت بزرگی را در مناطق تحت فرمان خود به‌دست آورده و به «کلودیوس گوتیکوس» معروف شود.

### درگذشت
در سال ۲۷۰ میلادی و هنگامی‌که کلودیوس گوتیکوس آمادهٔ نبرد با وندال‌ها (یکی از قبایل ژرمنی خاوری) که منطقهٔ پانونیا را مورد تاخت و تاز خود قرار داده بودند می‌شد، مبتلا به بیماری طاعون شد و درگذشت.